# Введенская церковь (Ольгово)
Введенская церковь (Церковь Введения во храм Пресвятой Богородицы) — православный храм начала XVIII века в селе Ольгове Московской области. Относится к Рогачёвскому благочинию Сергиево-Посадской епархии.

## История
В XVII в. село Ольгово принадлежало роду Чаплиных. Тогда уже существовала деревянная церковь в честь Введения во храм Пресвятой Богородицы.
Дочь Прасковьи Андреевны Соймоновой вышла замуж за С.Ф. Апраксина, ставшего фельдмаршалом. К 1749 году закончилось приобретение совместных земель, и было положено основание усадьбы Ольгово. 
Введенская церковь была построена К.Л.Дружининым в 1751 г. Храм был построенный в честь Введения во храм Пресвятой Богородицы с приделом в честь Святителя Николая. 
В 1828 году возвели колокольню и с северной и южной сторон пристроили два придела пророка Ильи и прп. Кирилла Белозерского, расширенные в 1892 году архитектором И.Ф.Мейснером. 

### Советское время
В 1926 году церковь была закрыта. Здание храма использовалось колхозом «Рассвет» под склад. Общежитие — в помещениях церковно-приходской школы, доме священника .
Храм передан Русской православной церкви в 1990 году, с тех пор действует.

## Архитектура
Храм повторяет церковь Владимирской иконы Божией Матери, расположенную в Москве(район Китай-Города). Первоначально храм был выполнен в стиле барокко, с расположением форм "восьмерик на четверике". 
в 1828 году храм подвергся капитальной перестройки. Строится ампирная колокольня и 2 придела. Трапезная также подверглась переделки заново уложен свод и облицевали часть стен. 

## Настоятели
- иеромонах Аркадий (Сонин)